# Новоалександровка (Ровеньский район)
Новоалекса́ндровка — село в Ровеньском районе Белгородской области России. Административный центр Новоалександровского сельского поселения.

## География
Село расположено в юго-восточной части Белгородской области, на истоке реки Айдар, в 19,6 км к северу от Ровенёк, районного центра. У села, ниже по руслу Айдара, расположено Новоалександровское водохранилище (площадь — 72 га, объём воды — 2,32 млн м³).

## История

### Названия
Поскольку в поселении находится криница — исток реки Айдара — в XVIII—XIX веках поселение (собода) имела и второе примечательное название — Гайдар (Гайдарь).

### Исторический очерк
В начале XIX века Новоалександровка была одним из крупнейших сёл современного района. В селе располагались лавки и мелкие промысловые заведения.
В 1859 году — Валуйского уезда «слобода казенная Александровка (Новоалександровка, Новоселовка) при речке Айдар» «между трактами: Воронежским почтовым и проселочным на слободу Ровеньки», имелись церковь православная, ярмарка.
В 1880 году в селе значится церковно-приходская школа, с 1891 — земская начальная школа.
По данным 1905 года в слободе Новоалександровке — 2 школы, с/х-общество.
По состоянию на 1909 год в слободе имелись 53 пасеки с 758 ульями, маслобойный завод, проводилось 5 ярмарок: 7 февраля, 27 июля, 8 сентября, 1 октября и 30 ноября.
С 1935 года село Ново-Александровка в Советском районе — центр Ново-Александровского сельсовета; в 1958 году в сельсовет входили сама Новоалександровка и поселки Александровка-Вторая и Калашников.
С 1960-х годов Новоалександровка в Ровеньском районе.
В 1997 году село Новоалександровка в Ровеньском районе — центр Новоалександровского сельского округа: села Калиниченково и собственно Новоалександровка.
В 2010 году село Новоалександровка — центр Новоалександровского сельского поселения Ровеньского района.

## Население
В 1859 году переписано 245 дворов, 2096 жителей (1013 мужчин, 1083 женщины).
По данным 1905 года в слободе Новоалександровке — 326 дворов, 2263 жителя.
По данным переписей населения в селе Новоалександровке на 17 января 1979 года — 1188 жителей, на 12 января 1989 года — 1142 (494 мужчины, 648 женщин).
В декабре 1990 года в селе было 367 дворов, 1152 жителя.
На 1 января 1994 года в селе Новоалександровке — 1247 жителей, 393 хозяйства; в 1997 году — 387 дворов, 1239 жителей; в 1999 году — 1218 жителей.
| 1859 | 1897  | 2002  | 2010  |
| ---- | ----- | ----- | ----- |
| 2096 | ↗2223 | ↘1120 | ↘1051 |

## Инфраструктура
По состоянию на декабрь 1990 года в селе Новоалександровке — правление (в 2-этажном здании) колхоза «Советская Россия», 2 тракторных отряда, крытый ток, животноводческий комплекс по выращиванию нетелей, 2 молочнотоварные фермы, свинотоварная ферма, техмастерская, маслобойный цех, мельница, пекарня, дом быта, баня, торговый центр (продмаг, промтовары, хозтовары) и еще 2 небольших продовольственных магазина на окраине села, Дом культуры (построен в 1967 году), библиотека (8326 книг), детский сад. Средняя школа — в 7 небольших «приспособленных» зданиях, построенных в 1976, 1971, 1967, 1965, 1930 и 1905 годах. В 1987—1990 годах село было полностью газифицировано.